# Oskar August Heinroth
Pour les articles homonymes, voir Heinroth.

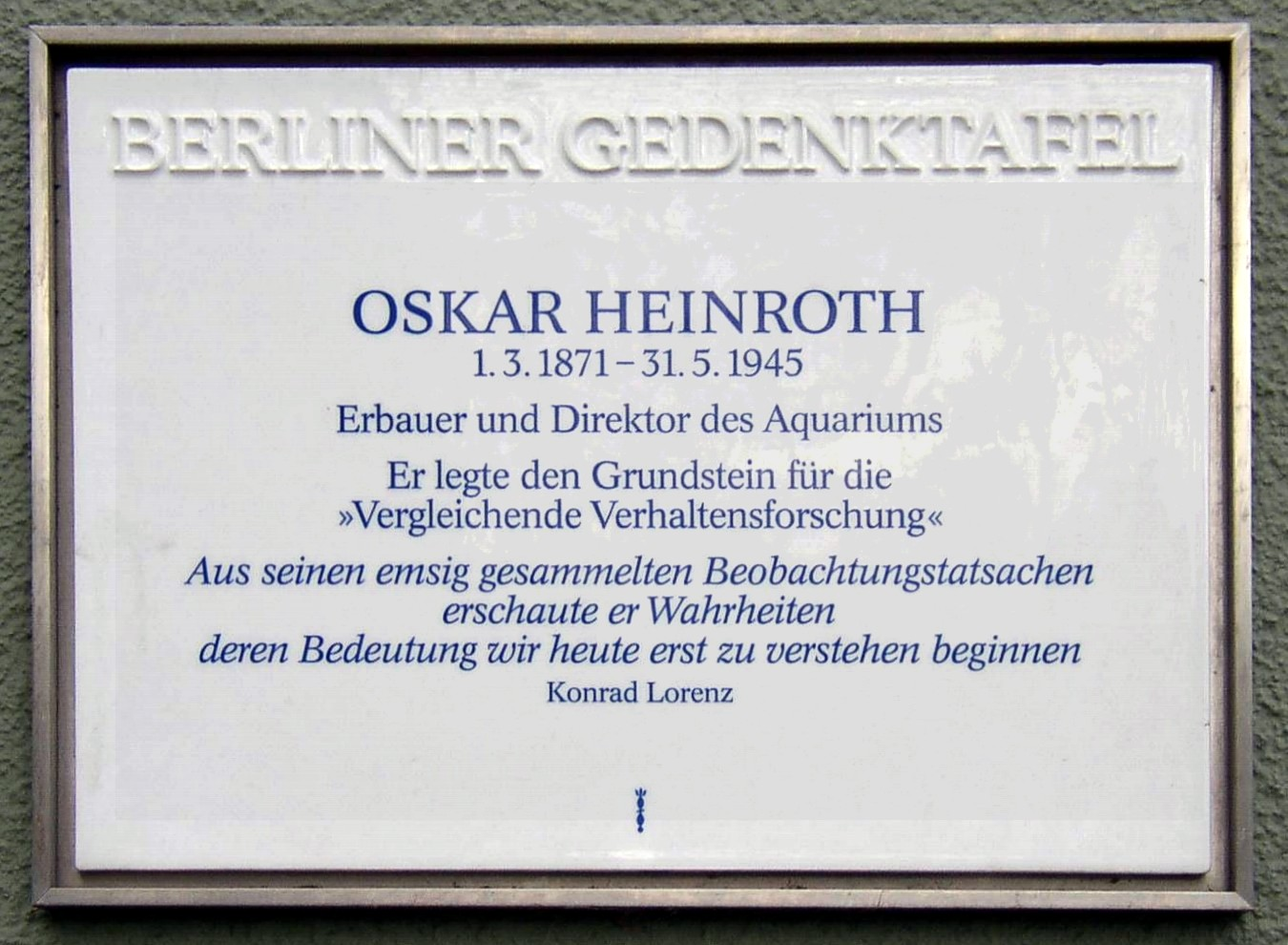
Plaque commémorative à Berlin-Tiergarten (32, rue de Budapest).

Oskar August Heinroth est un biologiste allemand, né le 1er mars 1871 à Mayence et mort le 31 mai 1945 à Berlin.

## Biographie
Assistant du directeur du Zoo de Berlin, Oskar Heinroth fut chargé de concevoir l'Aquarium du Zoo de Berlin, qui ouvrit en 1913. Oskar Heinroth devint le directeur de l'aquarium et y travailla jusqu'à la destruction de l'aquarium en 1943 durant la Seconde Guerre mondiale.
Il développe des méthodes adaptées de la morphologie comparative au comportement anormal et est considéré comme l’un des pères de l’éthologie. Il étudie particulièrement les Anatidae et démontre le phénomène de l’imprégnation qu’avait mis en lumière Douglas Spalding (1840-1877) au XIXe siècle. Ses résultats sont repris et popularisés par Konrad Lorenz (1903-1989) qui considère Heinroth comme son maître. En 1915, il met en évidence le phénomène de mesmérisation, là aussi sur des oiseaux.
Le puffin de Heinroth (Puffinus heinrothi) lui a été dédié par Anton Reichenow (1847-1941) en 1919.
Il a été le mari de Katharina Heinroth.

## Œuvres
- The Birds (avec Katharina Heinroth), University of Michigan Press, 1958  (ISBN 0-4720-5005-2).